# جنبش گئومات مغ
جنبش گئومات مُغ یکی از قدیمی‌ترین جنبش‌های اجتماعی در تاریخ ایران است که یکی از بزرگان مغان (از کتیبه‌های داریوش زرتشتی بودن او بر نمی‌آید «من پرستشگاه‌هایی را که گئومات مغ ویران کرده بود مرمت نمودم» از این سخن می‌توان دریافت که او به مذهب مغان یا آیین مهرپرستی بوده) به نام گئوماتای مغ در زمان شاهنشاهی کمبوجیه آغاز کرد.

## داریوش و قتل گئومات مغ
داریوش با ترور گئومات مغ که ادعا شد غاصب است، با همکاری شش خانواده اشرافی ایرانی دیگر، بر تخت نشست و صبح روز بعد تاجگذاری کرد.
به گفته هرودوت، داریوش قبل از به دست گرفتن قدرت «بدون هیچ نتیجه‌ای در آن زمان»، بعنوان یک نیزه‌دار در عملیات حمله کمبوجیه دوم به مصر شرکت کرده بود و بعد شاهنشاه ایران شد
به سلطنت رسیدن داریوش دو روی متفاوت از داستان دارد. منابع ما (کتیبه بیستون و هرودوت) هر دو داستان مشابهی را که در زیر می‌آید نقل می‌کنند. با اینحال تاریخ‌دانان از این دو چنین نتیجه می‌گیرند که احتمالاً به قدرت رسیدن داریوش غیرقانونی بوده است. محتمل به نظر می‌رسد که «گوماتا» (گئومات) در اصل همان بردیا بوده باشد، که داریوش زیر پوشش شورش، وارث پادشاهی را کشت و خود آن را به‌دست گرفت. این حقیقت که در آن زمان (طبق کتیبه بیستون) پدر و پدربزرگ داریوش هنوز زنده بودند حاکی از این حقیقت است که او در مراتب پادشاهی موروثی در نوبت بعدی نبوده است.
روایت هرودوت از جریان بردیا چنین است که: گئومات یا بردیای دروغین پس از دستیابی به تاج‌و‌تخت، تمام زنان کمبوجیه را به همسری گرفت. یکی از این زنان فیدیما، دختر اتانس (اوتانه یا هوتن) یکی از تواناترین نجبای ایران بود. اولین کسی که پس از هفت ماه فرمانروایی به گئومات ظنین شد که او فرزند کوروش نیست بلکه مرد شیادی است، هوتن بود. او از دختر خود پرس‌و‌جو کرد و دخترش نتیجهٔ تحقیق را به پدر اطلاع داد. اتانس یک دستهٔ شش نفره، از نجبای پارس را که به آنها اطمینان داشت، در شوش تشکیل داد و با ورود داریوش از پارس تصمیم اتخاذ شد که او را نیز در گروه خویش وارد سازند. این هفت تن با هم قسم خوردند که برای دفع غاصب اقدام کنند. هرودوت این قیام را قیام هفت یار نام نهاده‌است. داریوش در سال ۵۲۲ پیش از میلاد گئومات (بردیای دروغین) را به قتل رساند. بدین منوال تخت و تاج پادشاهی ایران به داریوش رسید.
با اینحال برخی از دانشمندان مدرن (برای نمونه اولمستد) اعتقاد دارند مردی که بر کمبوجیه شورید، برادر واقعی و وارث حقیقی شاهنشاهی بود که داریوش او را کشت، آنگاه او را گوماتا (گئومات) نامید و داستان بردیای دروغین را اختراع کرد تا غصب سلطنت را موجه جلوه دهد. بردیا یک دختر بنام پارمیس از خود بجا گذاشت که داریوش وقتی شاه شد با او ازدواج کرد تا جایگاه خود را وجهه قانونی ببخشد.

## شاهنشاهی گئومات مغ
کَمبوجیه یا کامبوزیا (کامبیز)، پسر بزرگ کوروش بزرگ بود و هنگامی که به پادشاهی نشست دستور داد برادرش، بَردیا، را که فرمانروای نواحی شرقی ایران بود به قتل برسانند و سپس خود به سوی مصر لشکر کشید. وی پس از چند نبرد و درگیری توانست دولت فرعون‌های مصر را که بیش از سه هزار سال حکومت کرده بودند براندازد و وارد مصر شود. در راه  شنید شخصی به نام بَردیه قیام کرده و خود را پادشاه ایران خوانده‌است به خود زخمی زد که موجب مرگش شد.

### نشستن بر تخت شاهی
با بهره‌گیری از نبود کمبوجیه، گئومات ضمن آگاهی از راز کشته‌شدن بردیا، با کمک شماری از زرتشتیان معتصب و برادرش که از نگهبانان کاخ‌های شاهی بود، به پایتخت آمد و خود را که به بردیا شبیه بود، شاه ایران خواند. گئومات در کتیبهٔ بیستون توسط داریوش بزرگ فرصت‌طلبی شمرده شده است که آرزوی بازپس‌گیری قدرت و واگذاری آن به خاندان ماد را در سر می‌پروراند. داریوش بزرگ می‌نویسد: «کسی پیدا نشد تا پادشاهی را از گئوماتای مُغ بازستاند تا آن که من آمدم.» مورخان یونانی نیز آورده‌اند که گئومات از ترس شناخته شدن، با آشنایان خود قطع رابطه کرد.

### حمایت از طبقات فرودست
او بر خلاف کوروش و کمبوجیه نسبت به ادیان و دیگر مذاهب مدارا نداشت. همهٔ معابد و بت‌خانه‌ها را جز آتشکده‌های زرتشتی ویران ساخت. این معابد همه آراسته به سنگ‌ها و فلزات گران‌بها و مهم‌ترین کانون‌های ثروت و تجمل بودند، اما گئومات به جای اشراف و بزرگان به طبقات پایین‌تر و کشاورزان روی آورد، و آنان را از پرداخت مالیات برای سه سال معاف نمود و برای گسترش کشاورزی و دامداری به اصلاحاتی سودمند دست زد. زمین‌های بزرگ و گلّه‌های بی‌شمار و بردگان متعدّد را از اشراف و ثروتمندان گرفت و، در نظامی که گونه‌ای آزادی و مساوات در آن رعایت می‌شد، همه را به کشاورزی و آبادانی گماشت. او در بدو جلوس به تخت تمام ملل را در مدت سه سال از دادن مالیات و سپاهی معاف داشت فقط در ماه هشتم مردم دانستند که او پسر کوروش نیست.

### کشته شدن گئومات مغ
خبر بر تخت نشستن گئومات مغ (بردیای دروغین)، در حالی به کمبوجیه رسید که در حال بازگشت از مصر بود. هرچند که کمبوجیه پیش از رسیدن به پایتخت درگذشت، ولی داریوش با همکاری شش سردار برجسته از ارتش کمبوجیه که نامشان: اتانس (اوتانه)، اسپاتینس (اردومنش)، گبریاس (گئوبروو)، اینتافرنس (وین‌دفرنه)، مگابیز یکم (بغابوخش یکم)، ویدرنه بود بر ضد شاه دروغین قیام کردند و وی را مجازات کردند. سپس یکی از هفت تن سردار ایران که داریوش بزرگ بود، به مقام پادشاهی رسید. به گفته هرودوت سه سال نخست سلطنت وی برای سرکوب شورشیان و برقراری ایران یکپارچه صرف شد. هرودوت نوشته است که از کشته شدن گئوماته مغ همهٔ مردم آسیا جز پارسیان اندوهگین بودند و برای او می‌گریستند.

## شاهنشاهی داریوش بزرگ
جامعهٔ ایرانی، در دوران کوروش بزرگ به چنان قدرت مرکزی و ثروت و تجملی دست پیدا کرده بود که نیاز به نظامی که منافع همهٔ طبقات را در نظر بگیرد در آن به شدت احساس می‌شد. به همین روی، با کشته شدن گئوماته مغ، اشراف هفتگانهٔ پارس بر سر تعیین نوع حکومت و انواع قدرت و حدود اختیارات شاه به بحث نشستند. اوتن (Otanes)، که یکی از بزرگان بود پیشنهاد نظامی بر پایهٔ مردم‌سالاری را ارائه کرد که مورد اقبال قرار نگرفت. این پیشنهاد در حالی مطرح می‌شد که سال‌ها بعد، سخن از حکومت مردم‌سالارانه در یونان پیش آمد.

### تأمین منافع عمومی در دوران داریوش
با نشستن داریوش بزرگ بر تخت شاهنشاهی ایران، وی با نُه یاغی دیگر که از پادشاهان محلی بودند مبارزه کرد و در دو سال همه‌شان را که اندیشه‌هایی همانند با اندیشه‌های گئومات داشتند سرکوب کرد و سپس به وضع قوانینی دست زد که از جهاتی حافظ منافع عمومی بود. داریوش در کتیبه خود گوید: «گئومات معابد را ویران کرد و من از نو آنها را تعمیر کردم.»